# Ronald Shusett
Ronald Shusett (né en 1939) est un scénariste et producteur américain né à Pittsburgh (Pennsylvanie).

## Filmographie
Scénariste
- 1974 : W de Richard Quine
- 1979 : Alien, le huitième passager (Alien) de Ridley Scott (histoire)
- 1980 : Phobia de John Huston (histoire)
- 1981 : Réincarnations (Dead & Buried) de Gary Sherman
- 1983 : The Final Terror d'Andrew Davis
- 1986 : King Kong 2 (King Kong Lives) de John Guillermin
- 1988 : Nico (Above the Law) d'Andrew Davis
- 1990 : Total Recall de Paul Verhoeven
- 1992 : Freejack de Geoff Murphy
- 1997 : Hémoglobine (Bleeders) de Peter Svatek

Producteur / producteur délégué
- 1979 : Alien, le huitième passager (Alien) de Ridley Scott
- 1981 : Réincarnations (Dead & Buried) de Gary Sherman
- 1986 : King Kong 2 (King Kong Lives) de John Guillermin
- 1990 : Total Recall de Paul Verhoeven
- 1992 : Freejack de Geoff Murphy
- 2002 : Minority Report de Steven Spielberg

## Œuvres adaptées de ses personnages
Films
- 1986 : Aliens, le retour (Aliens) de James Cameron
- 1992 : Alien³ de David Fincher
- 1997 : Alien, la résurrection (Alien: Resurrection) de Jean-Pierre Jeunet
- 2003 : Batman: Dead End (court-métrage) de Sandy Collora
- 2004 : Alien vs. Predator (AVP: Alien vs. Predator) de Paul W. S. Anderson
- 2007 : Aliens vs. Predator: Requiem (AVPR: Aliens vs Predator - Requiem) de Colin et Greg Strause
- 2011 : Prometheus de Ridley Scott
- 2017 : Alien: Covenant de Ridley Scott

Jeux vidéo
- 1992 : Alien 3 (d'après ses personnages seulement)
- 1994 : Alien vs. Predator (d'après ses personnages seulement)

## Distinctions
Nomination
- 1991 : Saturn Award du meilleur scénario pour Total Recall[1]

## Note
1. ↑  « akas.imdb.com/name/nm0795953/a… »(Archive.org • Wikiwix • Archive.is • Google • Que faire ?).